# جزیره اینترنس (استرالیای جنوبی)
جزیره اینترنس (استرالیای جنوبی) (به انگلیسی: Entrance Island (South Australia)) یک منطقهٔ مسکونی در استرالیا است که در Spencer Gulf واقع شده‌است.